# 莫利諾區
9°54′41″S 76°00′58″W / 9.9113°S 76.0160°W
莫利諾區（西班牙語：Distrito de Molino），是秘魯的一個區，位於該國中部瓦努科大區的帕奇特阿省，始建於1918年11月29日，面積235.5平方公里，海拔高度2,400米，2005年人口12,426，人口密度每平方公里53人。